# 广西省人民委员会
广西省人民委员会是1955年2月至1958年3月间广西省的省级国家行政机关。

## 历任领导

### 广西省一届人大期间
- 时间：1955年－1958年3月
- 省长：韦国清
- 副省长：郝中士、萧一舟、李任仁、覃应机、陈再励、陈此生、莫乃群、卢绍武、贺希明（1957年9月－）